# Сирано де Бержерак (фильм, 1989)
«Сирано де Бержерак» — советский полнометражный цветной широкоформатный художественный фильм, поставленный на Киностудии «Ленфильм» в 1989 году режиссёром Наумом Бирманом. Экранизация одноимённой пьесы Эдмона Ростана.
Премьера фильма состоялась 17 октября 1989 года.

## Сюжет
Сирано де Бержерак — храбрый гасконский дворянин, поэт, дуэлянт, философ, служащий в королевской гвардии, ужасно стесняется своего огромного носа и готов вызвать на дуэль любого, кто посмеет неуважительно отнестись к этой его особенности. Он безумно влюблён в свою кузину, красавицу Роксану Робен, однако, не верит, что она ответит на его любовь, потому что он считает себя недостаточно привлекательным для неё.
Вскоре он обнаруживает, что Роксаной увлёкся Кристиан де Невильет, молодой новобранец в полку гасконцев, где служит сам Сирано. Однако у Кристиана, несмотря на его привлекательную внешность, язык заплетается при разговоре с женщинами. Увидев возможность косвенно заявить о своей любви к Роксане, де Бержерак решает помочь Кристиану, который не знает, как ухаживать за женщиной и получить её любовь. Сирано предлагает Кристиану создать так называемого «героя романа», где он будет телесным его воплощением, а Сирано будет умом и душою. Удивлённый Кристиан не понимает, зачем всё это нужно Сирано, но соглашается, обрадовавшись возможности добиться Роксаны. От его имени Бержерак пишет своей кузине любовные письма в стихах, сочиняет серенады и пытается одновременно выяснить, изменилось ли её мнение о Кристиане.
Однажды вечером в откровенном разговоре, стоя на балконе своей комнаты, Роксана признаётся Сирано что влюблена в Кристиана, который не только красив, но ещё и умён (даже, по её мнению, умнее де Бержерака). Поговорив ещё немного, Сирано прощается с Роксаной и делает вид, что уходит, но сам прячется в кустах под балконом. Появляется Кристиан и шёпотом сообщает Сирано, что сегодня вечером сам хочет признаться Роксане в любви, но просит Сирано далеко не уходить. Он признаётся очень нескладно, и обиженная Роксана удаляется в свою комнату. Сирано понимает, что ему необходимо срочно вмешаться и, приказав Кристиану отойти в сторону, сам становится на его место. Спрятавшись в кустах так, чтобы не было полностью видно его лица, он зовёт Роксану обратно и пылко в стихах признаётся ей в любви. Роксана, плача от счастья, сообщает ему, что никогда ничего подобного на слышала и зовёт его к себе. Поднявшись на балкон, Кристиан страстно её целует. Роксана отправляет служанку за священником, и они в тот же вечер тайно венчаются с Кристианом.
Едва обвенчавшись, Кристиан отправляется на войну вместе с Сирано, который продолжает писать Роксане нежные письма (конечно же, от имени её новоиспечённого супруга). Не выдержав разлуки и по-настоящему влюбившись в «автора чудесных писем», Роксана приезжает на войну и просит у Кристиана прощения за то, что она была так глупа раньше, обратив внимание изначально лишь на его внешность, не замечая его прекрасной и необыкновенной души. Также она признаётся в том, что полюбила бы Кристиана, даже если бы он был самым уродливым на свете, ведь главное в нём — его ум и душа, которые она отныне так сильно любит. Сирано, подслушав их беседу, становится безумно счастлив от того, что его любовь взаимна (так как Роксана в «их герое» полюбила душу и ум, а не внешнюю оболочку), хотя, в то же время, боится признаться самому себе, что всё это правда, и её новые убеждения по поводу внешности действительно так изменились.
Кристиан оставляет любимую на несколько минут и, найдя Сирано в казарме, сообщает ему, что догадался о безумной любви Сирано к Роксане. Неожиданно начинается атака, все бегут в бой, и в суматохе Кристиан даже не успевает попрощаться с Роксаной. Через какое-то время солдаты приносят в лагерь Кристиана мёртвым. Рыдая над его телом, Роксана находит в камзоле Кристиана последнее письмо, адресованное ей (накануне переданное Кристиану де Бержераком).
Проходит 14 лет: Роксана сразу же после смерти «своего возлюбленного» отправляется в монастырь, где единственной её связью с внешним миром становится Сирано, приходящий к ней каждую неделю и рассказывающий новости о событиях в городе и обществе. Но однажды (раненый в голову наёмным убийцей, перевязав рану кое как и собрав свои последние силы), он является к Роксане с опозданием и в беседе о происшествиях в городе вдруг останавливается. Роксана, встревоженная этим, спрашивает, что с ним. Сирано ссылается на рану, полученную в бою.
Они начинают вспоминать своё прошлое, и Сирано вдруг напоминает ей, что Роксана однажды пообещала дать ему прочитать последнее письмо Кристиана. Роксана, немного помешкав, отдаёт письмо ему в руки и отворачивается. Сирано начинает читать его вслух. Возмущённая этим поступком, Роксана замечает, что он даже не смотрит на письмо, продолжая его цитировать. Догадавшись, кто был автором всех этих писем, Роксана недоумевает, почему Сирано не признался ей в своей любви раньше, и что заставило его теперь вдруг всё ей рассказать. Сирано ничего больше не остаётся, как показать Роксане свою перевязанную смертельную рану на голове, дав понять ей этим, что вот-вот испустит дух и только лишь поэтому решился перед смертью открыть ей свою тайну.

## В главных ролях
- Григорий Гладий — Сирано де Бержерак
- Ольга Кабо — Роксана
- Андрей Подошьян — Кристиан де Невильет, гвардеец
- Валерий Ивченко — Граф де Гиш, полковник гвардейцев (роль озвучил — Иннокентий Смоктуновский)
- Виктор Степанов — Карбон, капитан гвардейцев
- Сергей Мигицко — Вальвер, вельможа
- Михаил Светин — Рагно, друг Сирано
- Татьяна Архангельская — Лиза, жена кондитера Рагно
- Ирина Губанова — Дуэнья Роксаны
- Сергей Бехтерев — Линьер
- Гали Абайдулов — Директор театра
- Игорь Дмитриев — Монфлери, артист театра «Бургундский отель»
- Георгий Мартиросьян — победительный гвардеец (роль озвучил — Игорь Ефимов)
- Анатолий Шведерский — раззолочённый маркиз

## В эпизодах
- Борис Бирман.      Сулимов Сергей Витальевич

## Съёмочная группа
- Автор сценария — Александр Володин
- Режиссёр-постановщик — Наум Бирман
- Оператор-постановщик — Генрих Маранджян
- Художники-постановщики — Станислав Романовский, Елизавета Урлина
- Композитор — Исаак Шварц